# روژه وادیم
روژه وادیم (فرانسوی: Roger Vadim‎؛ زاده ۲۶ ژانویهٔ ۱۹۲۸ درگذشته ۱۱ فوریهٔ ۲۰۰۰) کارگردان، فیلم‌نامه‌نویس، تهیه‌کننده و (گاه‌به‌گاه) هنرپیشه اهل فرانسه بود که بین سال‌های ۱۹۵۰ تا ۱۹۹۷ میلادی فعالیت می‌کرد.